# Parrocchia di Caddo
La parrocchia di Caddo (in inglese Caddo Parish) è una parrocchia dello Stato della Louisiana, negli Stati Uniti. La popolazione al censimento del 2000 era di 252 161 abitanti. Il capoluogo è Shreveport.

## Geografia
La parrocchia di Caddo si trova nell'angolo nord-ovest dello Stato, al confine con l'Arkansas e il Texas. Il confine est è segnato dal fiume Red.

### Parrocchie e contee confinanti
- Contea di Miller (Arkansas) - nord
- Parrocchia di Bossier - est
- Parrocchia di Red River - sud-est
- Parrocchia di De Soto - sud
- Contea di Panola (Texas) - sud-ovest
- Contea di Harrison (Texas) - ovest
- Contea di Marion (Texas) - sud-ovest
- Contea di Cass (Texas) - nord-ovest

## Storia
La parrocchia (in Louisiana le parrocchie costituiscono un livello amministrativo equivalente a quello delle contee degli altri stati degli USA) fu creata nel 1838. Prende il nome dai nativi Caddo che vivevano nell'area, rimossi durante la deportazione degli indiani.

## Comuni
L'unica city è Shreveport, il capoluogo. Nella parrocchia, oltre ai seguenti comuni, si trova il cdp Lakeview.

### Towns
- Blanchard
- Greenwood
- Mooringsport
- Oil City
- Vivian

### Villages
- Belcher
- Gilliam
- Hosston
- Ida
- Rodessa